# 西尔维娅·迪彼得罗
西尔维娅·迪彼得罗（義大利語：Silvia Di Pietro，1993年4月6日—）生于罗马，是一名意大利女子游泳运动员，主攻自由泳和蝶泳。她是CS Carabinieri和CC Aniene的成员。她童年时一度从事过舞蹈，后来放弃舞蹈专攻游泳，2008年，她在世界青年游泳锦标赛上获得50米蝶泳金牌和100米蝶泳银牌，首次在世界级主要青年比赛中获得金牌。